# Jean-Noël Barrot
Jean-Noël Barrot (n. 13 mai 1983, Paris, Île-de-France, Franța) este un economist și politician franco-elvețian.
Vicepreședinte al partidului Mișcarea Democrată (MoDem), al cărui secretar general a fost între 2018 și 2022, a fost deputat al celei de-a doua circumscripții din Yvelines din 2017 până la intrarea sa în guvern.
A fost numit ministru delegat însărcinat cu tranziția digitală și telecomunicațiile la 4 iulie 2022, iar la remanierea din 20 iulie 2023 a fost reconfirmat ca ministru delegat pentru afaceri digitale, funcție pe care a ocupat-o până la demisia guvernului Borne. Între februarie și septembrie 2024 a fost ministru delegat pentru afaceri europene în cadrul guvernului Attal.
Reales deputat la alegerile legislative anticipate din 2024, i-a succedat lui Jean-Louis Bourlanges la conducerea Comisiei pentru Afaceri Externe a Adunării Naționale.
La 21 septembrie 2024 a fost numit ministru al Europei și al Afacerilor Externe în guvernul condus de Michel Barnier. La 23 decembrie același an a fost reconfirmat în această funcție în guvernul Bayrou.

## Biografie

### Familie
Jean-Noël Barrot s-a născut la 13 mai 1983 în arondismentul 7 din Paris. Este nepotul lui Noël Barrot, fost membru al rezistenței creștin-democrată și apoi deputat de Haute-Loire, și fiul lui Jacques Barrot⁠(d) și al lui Florence Cattani, de origine elvețiană, din regiunea Lausanne.
Tatăl său, Jacques Barrot, a fost deputat centrist al departamentului Haute-Loire timp de aproximativ treizeci de ani, ministru în mai multe guverne de centru și de dreapta, vicepreședinte al Comisiei Europene între 2004 și 2009 și membru al Consiliului constituțional între 2010 și 2014.
Sora sa mai mică, Hélène Barrot, este directoare de comunicare a companiei Uber pentru piețele din Europa de Vest și de Sud.

### Educație
Jean-Noël Barrot a absolvit HEC Paris (Master Grande École) în 2007, după ce a urmat clasele pregătitoare economice și comerciale la liceul Henri-IV. De asemenea, a obținut un master în „guvernanță economică” la Sciences Po Paris în 2008, precum și un master în științe economice la Școala de Economie din Paris (École d’économie de Paris) în același an.
În 2012 a obținut titlul de doctor în știința managementului, după ce a susținut o teză în economie financiară sub conducerea lui David Thesmar la HEC Paris. În 2013, a fost numit profesor asistent de finanțe la Sloan School of Management din cadrul Massachusetts Institute of Technology (MIT), apoi a devenit profesor asociat în 2017. A încetat activitatea didactică la Sloan School în 2017 și s-a alăturat ulterior HEC Paris ca profesor asociat în 2018.
Cercetările sale se concentrează asupra finanțării întreprinderilor și a inovației, asupra rețelelor de producție și a creditului comercial inter-întreprinderi, precum și asupra interacțiunii dintre piețele de capital și piețele de bunuri și servicii.

### Parcurs politic
Jean-Noël Barrot a fost ales consilier departamental al cantonului Yssingeaux (reprezentat anterior de bunicul și tatăl său) în 2015, sub eticheta MoDem, în tandem cu aleasa în funcție, Madeleine Dubois. În iunie 2017 a candidat la alegerile legislative în a doua circumscripție din Yvelines din partea formațiunii La République en marche (LREM), cu sprijinul MoDem, și a fost ales deputat cu 58,3 % din voturi.
În februarie 2018 a devenit purtător de cuvânt al MoDem, alături de Sarah El Haïry. La 12 decembrie 2018, i-a succedat lui Yann Wehrling în funcția de secretar general al MoDem.
A fost desemnat laureat (promoția 2020) al programului „Young Leaders” al French-American Foundation.
La 4 ianuarie 2021, prim-ministrul Jean Castex i-a încredințat o misiune de șase luni pe lângă ministrul Economiei și Finanțelor, Bruno Le Maire, vizând susținerea ieșirii din criză și relansarea economică a teritoriilor.
A candidat pe prima poziție a listei din departamentul Yvelines pentru alegerile regionale, în cadrul listei conduse de Laurent Saint-Martin. A fost ales consilier regional al regiunii Île-de-France la 27 iunie 2021 și a devenit membru al consiliului de administrație al Île-de-France Mobilités (IDFM).
A fost reales deputat la alegerile legislative din 2022.
La 4 iulie 2022 a fost numit ministru delegat pe lângă ministrul Economiei, Finanțelor și Suveranității Industriale și Digitale, responsabil cu tranziția digitală și telecomunicațiile în guvernul Élisabeth Borne. A preluat astfel același titlu pe care îl deținuse Cédric O în guvernul Jean Castex, într-un post rămas vacant în guvernul Borne. Deși nu era cunoscut pentru o activitate remarcabilă în domeniu, numirea sa a reprezentat o garanție acordată partidului său, MoDem, în cadrul majorității guvernamentale.
La 5 iulie 2022, Jean-Noël Barrot a anunțat că intenționează să se retragă din dosarele care privesc compania Uber, întrucât sora sa ocupa funcția de directoare de comunicare a acesteia. Ancheta jurnalistică Uber Files a fost publicată câteva zile mai târziu, la 10 iulie 2022.
Câteva zile mai târziu, supleanta sa, Anne Grignon, care îl înlocuise în Adunarea Națională, a demisionat în urma unui recurs depus la Consiliul constituțional de către unul dintre contracandidații săi la ultimele alegeri legislative, invocând o încălcare a Codului electoral. Acesta interzice unei „persoane desemnate ca înlocuitoare a unui membru al unei adunări parlamentare” să candideze ca supleant la funcția de deputat. Or, Anne Grignon candidase pe locul al doilea pe lista LREM la alegerile senatoriale din septembrie 2017 în departamentul Yvelines. Deși nu fusese aleasă, devenise automat înlocuitoarea colegului său de listă ales, Martin Lévrier, în caz de demisie sau deces al acestuia. Situația a condus la organizarea unor alegeri legislative parțiale la începutul lunii octombrie 2022. Jean-Noël Barrot a candidat din nou, având-o de această dată ca supleantă pe Anne Bergantz, care ar fi urmat să-i ocupe locul în caz de victorie. La 2 octombrie 2022, a obținut 42,29 % din voturi în primul tur, devansând-o pe candidata NUPES, Maïté Carrive-Bedouani (18,60 %) și pe candidatul Les Républicains, Pascal Thévenot (17,80 %), într-un scrutin marcat de o prezență redusă la urne (26,67 % dintre alegători).
A fost reales în circumscripția sa din Yvelines în cadrul alegerilor legislative anticipate din 2024, organizate după dizolvarea Adunării Naționale de către președintele Republicii. La 20 iulie 2024, a fost ales președinte al Comisiei pentru afaceri externe a Adunării Naționale.
La 21 septembrie 2024 a fost numit ministru al Europei și al Afacerilor Externe în guvernul condus de Michel Barnier. La 23 decembrie 2024, a fost reconfirmat în această funcție în cadrul guvernului condus de François Bayrou.
Imediat după numire, Jean-Noël Barrot a participat la Adunarea Generală a Națiunilor Unite la New York. Ulterior, s-a deplasat în Liban, într-un context în care capitala acestei țări, Beirut, era vizată de o campanie de bombardamente israeliene. Ministrul a anunțat că intenționează să se întâlnească cu autoritățile libaneze pentru a le transmite sprijin umanitar.